# Star Firestar M43

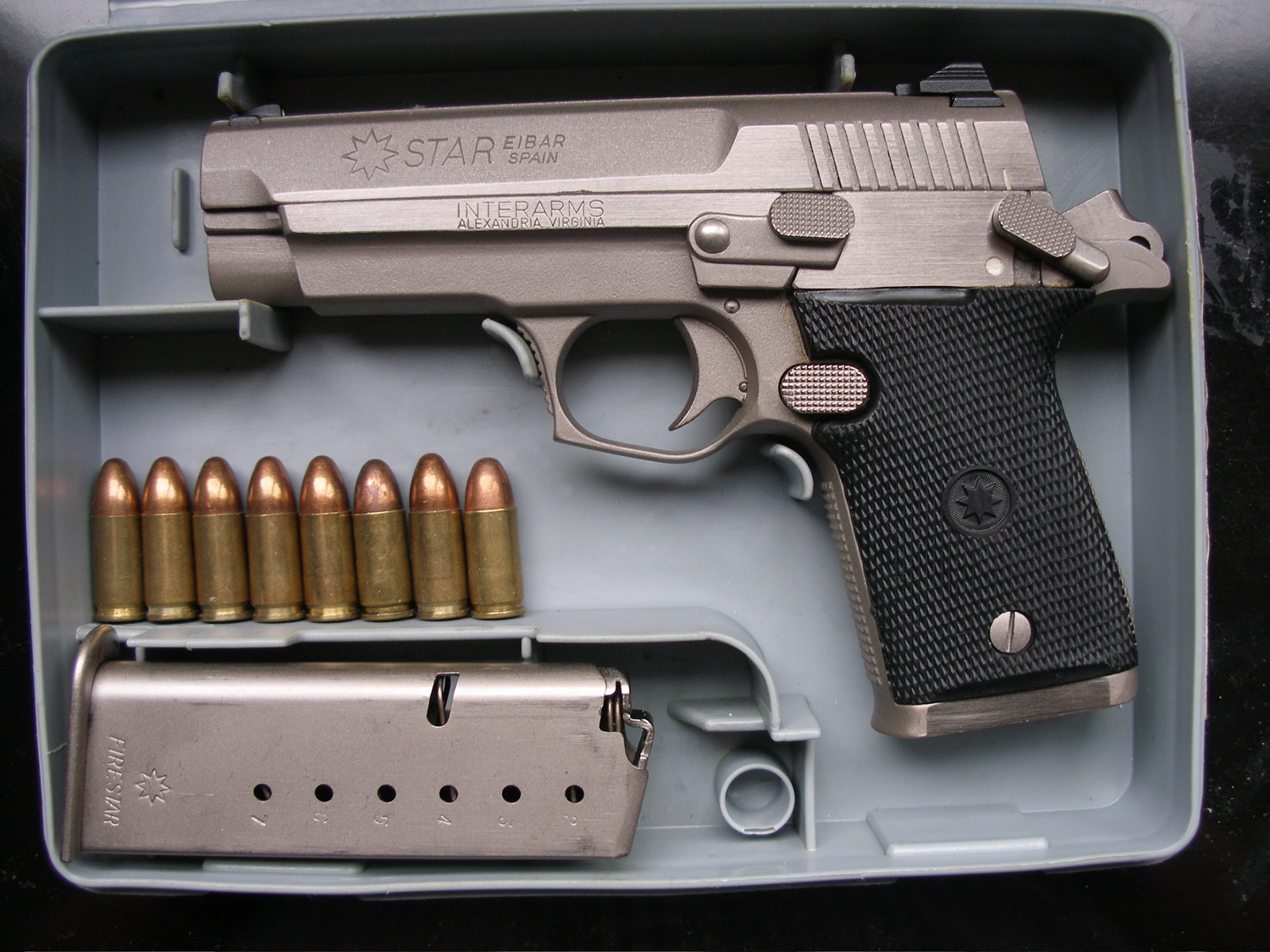
Star M-43 Firestar 9mm Para

De Star M-43 Firestar (ook bekend als Star Firestar M-43) is een single action semiautomatisch pistool dat werd geproduceerd door het nu failliete bedrijf Star Bonifacio Echeverria, S.A. in Eibar, Spanje tot en met 1994.
De M-43 Firestar won de 1991 Handgun of the Year Award van Guns & Ammo magazine.  Het wapen was beschikbaar in de kalibers 9mm Para, .40 S&W en .45 ACP.
Een 9mm Para versie van de M-43 Firestar werd door Volkert van der Graaf op 6 mei 2002 gebruikt om Pim Fortuyn mee te vermoorden. Deze maakt thans onderdeel uit van de collectie van het Rijksmuseum.